# Marcellinus (Bischof von Rom)
Marcellinus († 25. Oktober 304) war von 296 bis 304 Bischof von Rom.

## Biografische Überlieferung
Marcellinus wurde dem Catalogus Liberianus zufolge, einer spätantiken Papstliste, am 30. Juni 296 zum Bischof von Rom gewählt. Im Martyrologium hieronymianum, der Depositio episcoporum oder auch der Depositio martyrum wird er nicht erwähnt.
Während der Diokletianischen Christenverfolgung brachte Marcellinus das Weihrauchopfer für den Kaiser dar und wurde damit zu einer sehr umstrittenen Persönlichkeit der Alten Kirche. Augustinus von Hippo verteidigte ihn gegen die Kritik der Donatisten. Die Quellen berichten von Marcellinus’ Buße und Wiederaufnahme in die Gemeinde. Um das Jahr 500 entstanden die unechten Akten einer Synode von Sinuessa (als Teil der Symmachianischen Fälschungen), auf der sich Marcellinus selbst der Apostasie beschuldigt haben soll; die Konzilsväter hätten sich aber geweigert, über ihn zu richten. Sein Fehlverhalten wurde also noch lange nach seinem Tod diskutiert. Die angebliche Weigerung der Synode, über Marcellinus zu richten, wurde als Präzedenzfall für den Grundsatz der Nichtjudizierbarkeit des Papstes zitiert.
Eusebius von Caesarea schrieb, dass Marcellinus während der Christenverfolgung starb. Aber erst später wurde diese Notiz als Bestätigung eines Martyriums interpretiert. So behauptet der Liber Pontificalis – dessen biografische Angaben zu Marcellinus auf den Akten des Heiligen Marcellinus basieren, einer verlorenen Heiligenvita, – Marcellinus habe den Tod während der Verfolgung unter Diokletian als Märtyrer gefunden.
Marcellinus ist der erste Bischof von Rom, für den der Gebrauch des Titels papa („Papst“) nachweisbar ist, allerdings noch nicht als Selbstbezeichnung.
Dem Liber Pontificalis zufolge wurde Marcellinus am 26. April 304 in der Priscilla-Katakombe begraben, auf der Via Salaria, 25 Tage nach seinem Martyrium. Der Liberische Katalog nennt den 25. Oktober. Nach einer längeren Sedisvakanz folgte ihm Marcellus I., mit dem er manchmal aufgrund der Namensähnlichkeit verwechselt wurde.